# 3G
3G (afkorting van derde generatie) is een generatie van standaarden en technologie van mobiele telefoons die gebaseerd is op de standaardenfamilie van het International Mobile Telecommunications-programma, "IMT-2000" van de Internationale Telecommunicatie-unie (ITU). 
3G-technologie geeft mobiele gebruikers een breder bereik van diensten met geavanceerde mogelijkheden en een grotere netwerksnelheid. Deze diensten bevatten onder meer VoIP (internettelefonie), videoconferentie en breedbandinternettoegang, in een mobiele omgeving. Het is de opvolger van 2G en de voorloper van 4G.

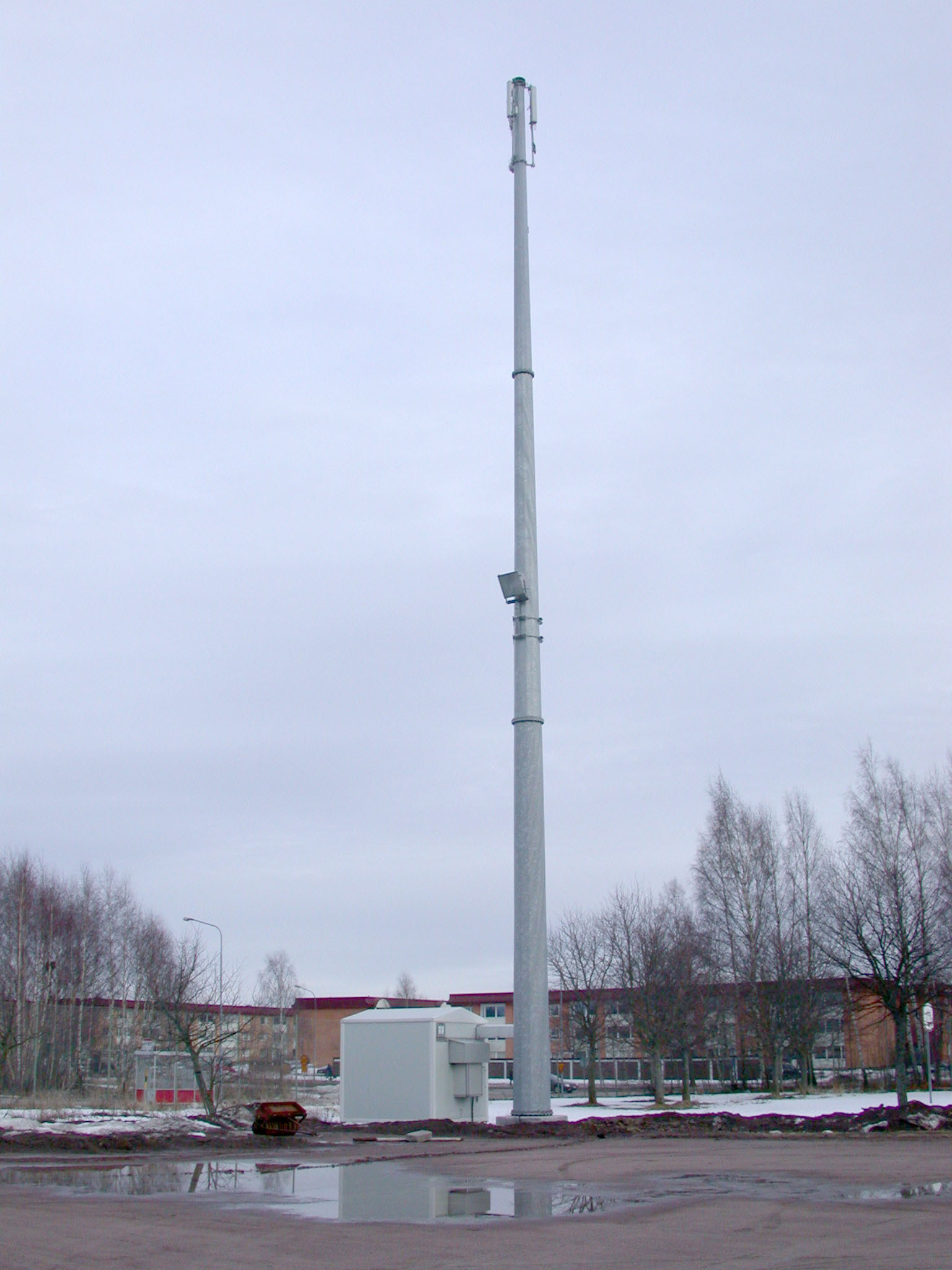
3G UMTS-mast

Typerende snelheden liggen tussen 5 en 10 megabit per seconde (Mb/s) en komen qua orde van grootte overeen met breedbandsnelheden op vaste verbindingen (ADSL en coax).
3G-technieken zijn in 2001 ontwikkeld in Japan door 3GPP en voor het eerst in gebruik genomen in Azië rond 2002, gevolgd door de VS.
De World Administrative Radio Conference heeft hiervoor het 230 megahertzspectrum vrijgegeven aan 2 gigahertz (GHz) voor 3G-netwerken. Hierdoor kon een mobiele gebruiker toen een draadloze verbinding tot stand brengen met de volgende gemiddelde snelheden:
- 144 kilobit per seconde (kbit/s) bij snelle verplaatsing zoals per auto
- 384 kbit/s bij wandelen
- 2 megabit per seconde (Mbit/s) vanaf een vaste plaats

## Frequentieveiling
Voor de frequentieveiling in Nederland werd aan de providers de eis gesteld dat ze moesten voldoen aan een bepaalde dekkingsgraad waarbij de nadruk lag op dekking van bewoonde gebieden, snelwegen en spoorwegen. De opbrengst was destijds 5,9 miljard gulden.
De frequentieveiling voor België is verzorgd door het Belgisch Instituut voor Postdiensten en Telecommunicatie (BIPT).

## Beëindiging
In Nederland stopte Vodafone per 2020 met het doorgeven van mobiel internet via het 3G-netwerk en KPN per 2022. In 2022 was 3G alleen nog actief op het netwerk van T-Mobile (later Odido), in 2025 niet meer.
De bandbreedte die vrijkomt na het stopzetten benutten de providers voor het 4G-netwerk.
In België startte de uitfasering van 3G in 2024. Vanaf februari 2024 startte de uitschakeling bij Orange, in september 2024 bij Telenet en in januari 2025 bij Proximus.